# Vhost
vhost, o virtual host, su IRC Internet Relay Chat è un metodo per mascherare l'indirizzo IP reale dell'utente per proteggere la privacy e prevenire gli attacchi Denial of service.
Esistono due tipi di vhost:
- Uno antiquato: bouncer, dove un vero nome DNS è registrato e settato attraverso il quale gli utenti si connettono (come ad esempio un proxy).
- Il nuovo sistema gestisce i vhost da uno dei servizi disponibili sui server IRC ossia HostServ, dove ogni utente può creare il proprio hostname per accedere ad IRC. Siccome gli utenti possono solitamente fornire qualsiasi hostname per questo servizio, sono necessari controlli base come l'interrogazione al DNS Domain Name System per evitare di usare hostname già esistenti e reali, e per evitare la duplicazione dei vhost da parte di utenti diversi.

I più moderni network per IRC supportano la creazione di vhost per ogni cliente connesso. Al fine di creare con successo un vhost su un network IRC, devono essere fatte le seguenti osservazioni:
- Il vhost in questione deve avere un record DNS di tipo A (Tipi di record DNS) che punta all'indirizzo IP dal quale è stata fatta la connessione al network IRC.
- La risoluzione DNS inversa per l'indirizzo IP deve puntare al vhost.